# Yobe
Yobe er en delstat i den nordøstlige del af Nigeria, med grænse til Niger mod nord; mod syd grænser den til delstaten Gombe, mod nordvest til Jigawa, mod sydvest til Bauchi og mod øst til delstaten Borno. Den blev oprettet i 1991 og var tidligere en del af Borno.
De vigtigste floder er Hadeija og Jama’are, der forener sig til Yobefloden (løber til Chad-søen) i Hadejia-Nguru-vådområde.

## Eksterne kilder og henvisninger
1. ↑  nigerianstat.gov.ng (fra Wikidata).

- Delstatens officielle websted Arkiveret 5. april 2010 hos  Wayback Machine

12°0′N 11°30′Ø / 12.000°N 11.500°Ø